# Agelescape dunini
Agelescape dunini är en spindelart som beskrevs av Guseinov, Marusik och Koponen 2005. Agelescape dunini ingår i släktet Agelescape och familjen trattspindlar.
Artens utbredningsområde är Azerbajdzjan. Inga underarter finns listade i Catalogue of Life.